# Medendorf
Medendorf is een gehucht in de deelgemeente Manderfeld in de Belgische gemeente Büllingen (provincie Luik).
Ten westen van Medendorf bevindt zich het Kreuz auf der Flins, een stenen wegkruis van 1637.

## Nabijgelegen kernen
Andler, Herresbach, Holzheim
Deelgemeenten: Büllingen · Manderfeld · Rocherath

Overige kernen: Afst · Allmuthen · Andler Mühle · Berterath · Buchholz · Eimerscheid · Hasenvenn · Hergersberg · Holzheim · Honsfeld · Hüllscheid · Hünningen · Igelmonder Hof · Igelmondermühle · Kehr · Krewinkel · Krinkelt · Lanzerath · Losheimergraben · Medendorf · Merlscheid · Mürringen · Weckerath · Wirtzfeld

Belgische gemeenten · Duitstalige Gemeenschap · Arrondissement Verviers · Luik · Wallonië